# Sneeuwdek

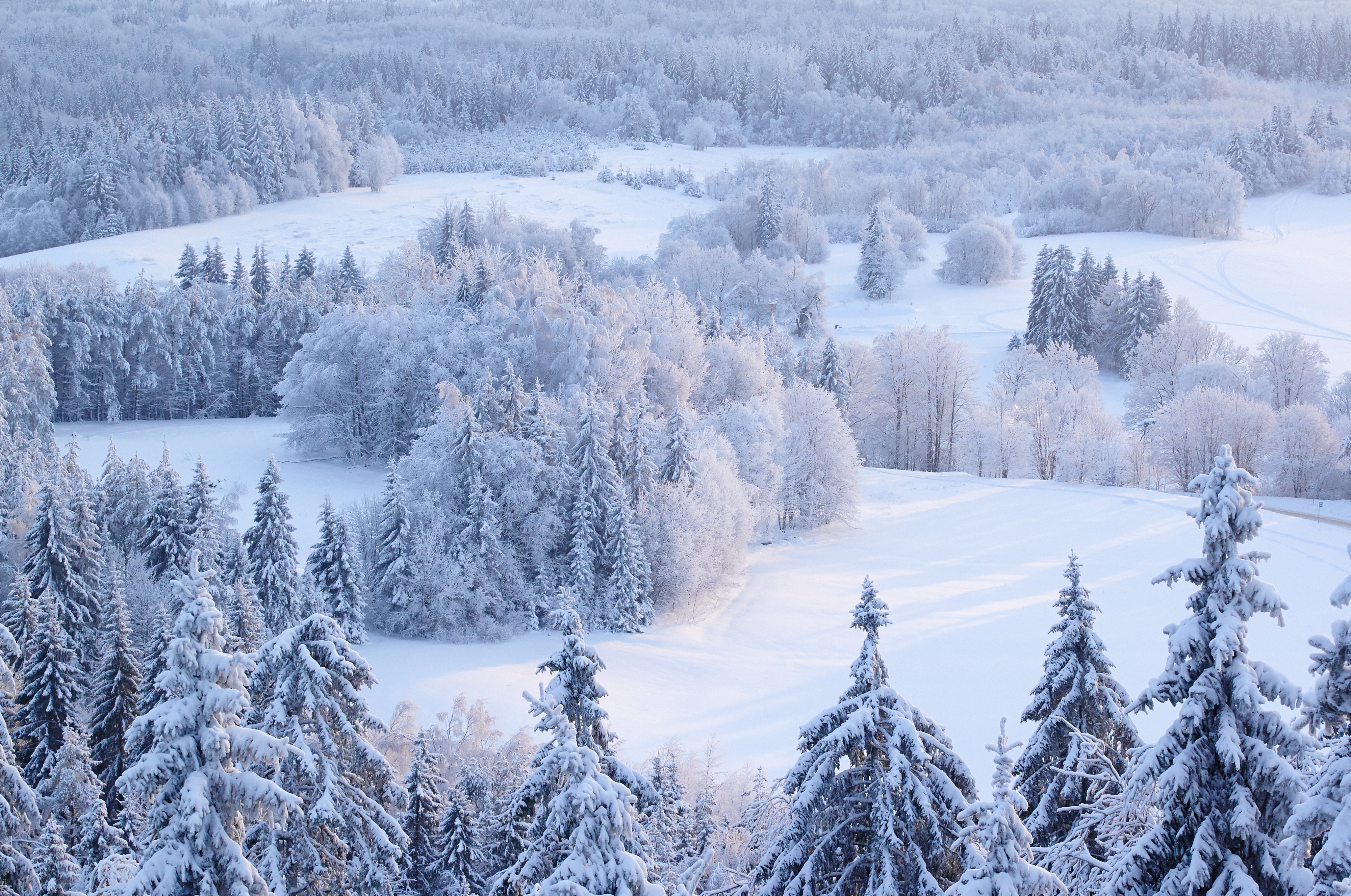
Een pak sneeuw op de Suur Munamägi in de Baltische staten

Een sneeuwdek of pak sneeuw is een laag sneeuw op de bodem, die wordt gevormd als gevolg van sneeuwval en sneeuwstormen en gedurende een bepaalde periode blijft liggen. Een sneeuwdek heeft bij het ontstaan een lage dichtheid, die toeneemt over de tijd, met name in de lente. De reflectie (het weerkaatsingsvermogen) van net gevallen sneeuw bedraagt 70 tot 90%, hetgeen daalt tot 30 tot 40% bij het smelten van de sneeuw.
Een sneeuwdek zorgt voor een sterke weerkaatsing van zonnestraling, beschermt de bodem tegen sterke afkoeling, wintergewassen voor bevriezing en heeft invloed op het klimaat, reliëf, pedogenese (bodemvorming), voeding van rivieren en gletsjers en het leven van planten en dieren.
Er kan onderscheid gemaakt worden naar 'tijdelijke' sneeuwdekken, die enkele uren tot enkele dagen bestaan en 'stabiele' sneeuwdekken, die gedurende de hele winter, soms met onderbrekingen, de bodem bedekken.